# Arkadiusz Despot-Mładanowicz
Arkadiusz Kazimierz Despot-Mładanowicz (ur. 26 lutego 1966 w Ornecie) – polski prawnik, sędzia Naczelnego Sądu Administracyjnego, od 2014 do 2020 członek Państwowej Komisji Wyborczej.

## Życiorys
Syn Cezarego i Wandy. W 2004 powołany na stanowisko sędziego Wojewódzkiego Sądu Administracyjnego w Gdańsku. Od 5 maja 2010 jest sędzią Naczelnego Sądu Administracyjnego. Był zastępcą rzecznika prasowego NSA, objął funkcję naczelnika Wydziału II w Biurze Orzecznictwa. Autor publikacji z zakresu prawa administracyjnego materialnego i procesowego, w szczególności prawa budowlanego i prawa zagospodarowania przestrzennego.
4 grudnia 2014 został wybrany na członka Państwowej Komisji Wyborczej. Zakończył pełnienie funkcji 20 stycznia 2020.